# Carrie Lester
Carrie Lester (* 28. Januar 1981 in Brisbane) ist eine ehemalige australische Triathletin. Sie ist Triathlon-Weltmeisterin über die olympische Distanz (2009) und Langdistanz in der Altersklasse 25–29 (2009) sowie sechsfache Ironman-Siegerin (2010–2019) und wird geführt in der Bestenliste der Triathletinnen auf der Ironman-Distanz sowie der Bestenliste australischer Triathletinnen auf der Ironman-Distanz.

## Werdegang
2005 begann Carrie Lester mit Triathlon und 2010 konnte sie bei ihrem ersten Start auf der Langdistanz (3,86 km Schwimmen, 180,2 km Radfahren und 42,195 km Laufen) in Port Macquarie an der australischen Ostküste den Ironman Australia gewinnen.
Sie wurde im September 2009 in Australien Weltmeisterin über die olympische Triathlon-Distanz in ihrer Altersklasse 25–29 und im Oktober erreichte sie das auch auf der Langdistanz. Seit 2009 startet Lester als Profi-Athletin – vorwiegend auf der Mittel- und Langdistanz.

### Siegerin Ironman 2010
Im Juni 2012 holte sie sich an der australischen Nordküste ihre zweite Goldmedaille auf der Ironman-Distanz. 2015 gewann sie den Ironman Chattanooga und im Juli 2016 wurde sie wie schon im Vorjahr Zweite bei der Challenge Roth.
In Frankreich konnte sie im August 2016 auf der Triathlon-Langdistanz den Embrunman gewinnen. Bei den Ironman World Championships belegte sie im Oktober 2017 auf Hawaii den siebten Rang. Im August 2018 gewann sie zum zweiten Mal nach 2016 beim Embrunman auf der Langdistanz.
Im Juni 2019 gewann sie mit dem Ironman France ihr fünftes Ironman-Rennen. Im November gewann die damals 38-Jährige nach 8:38:41 Stunden mit persönlicher Bestzeit und neuem Streckenrekord die elfte Austragung des Ironman Mexico.
Im Juni 2021 gewann sie mit dem Ironman Coeur d’Alene in Idaho ihr siebtes Ironman-Rennen und stellte einen neuen Streckenrekord ein.
Carrie Lester startete im August 2021 für das im Collins Cup der Professional Triathletes Organisation zusammengestellte Team International – zusammen mit Teresa Adam, Jeanni Metzler, Paula Findlay, Sarah Crowley, Ellie Salthouse, Lionel Sanders, Braden Currie, Sam Appleton, Max Neumann, Kyle Smith und Jackson Laundry.
Seit 2021 tritt sie nicht mehr international in Erscheinung.
Carrie Lester lebt in Queensland.

## Sportliche Erfolge
| Datum/Jahr    | Platz | Wettbewerb                          | Austragungsort       | Zeit     | Bemerkung |
| ------------- | ----- | ----------------------------------- | -------------------- | -------- | --- |
| 30. Okt. 2021 | 6     | Ironman 70.3 California             | Oceanside            | 04:26:15 | |
| 11. Mai 2019  | 1     | Ironman 70.3 Gulf Coast             | Panama City Beach    | 04:15:57 | |
| 9. Dez. 2018  | 3     | Ironman 70.3 Indian Wells-La Quinta | La Quinta            | 04:20:38 | bei der Erstaustragung                                                                                                 |
| 13. Mai 2017  | 4     | Ironman 70.3 Santa Rosa             | Sonoma County        | 04:23:57 | |
| 12. Juni 2016 | 1     | Eagleman Ironman 70.3               | Cambridge (Maryland) | 04:23:43 | |
| 7. Nov. 2015  | 1     | Challenge Ixtapa                    | Ixtapa               |          | |
| 25. Okt. 2015 | 2     | Ironman 70.3 Los Cabos              | Los Cabos            |          | bei der Erstaustragung Zweite hinter der Kanadierin Magali Tisseyre                                                    |
| 23. Sep. 2012 | 6     | Ironman 70.3 Cozumel                | Cozumel              | 04:31:55 | bei der Erstaustragung                                                                                                 |
| 19. Aug. 2012 | 2     | Challenge Vichy                     | Vichy                | 04:37:08 | |
| 5. Nov. 2011  | 1     | Ironman 70.3 Port Macquarie         | Port Macquarie       | 04:28:25 | |
| 16. Aug. 2010 | 1     | Capricorn Resort Half Ironman       | Yeppoon              | 04:23:50 | |
| 7. Feb. 2010  | 2     | Ironman 70.3 Geelong                | Geelong              | 04:19:32 | zweiter Rang hinter der Schweizerin Caroline Steffen in Australien                                                     |
| 15. Nov. 2009 | 1     | Forster Challenge Triathlon         | Forster              |          | 2 km Schwimmen, 60 km Radfahren und 15 km Laufen                                                                       |
| 1. Nov. 2009  | 4     | Noosa Triathlon                     | Noosa                |          | 1,5 km Schwimmen, 40 km Radfahren und 10 km Laufen                                                                     |
| 11. Sep. 2009 | 1     | ITU World Championship Series 2009  | Gold Coast           | 02:06:16 | Lester wurde in Australien beim „Grand Final“ Weltmeisterin über die olympische Distanz in ihrer Klasse (25–29 Jahre). |
| Aug. 2009     | 3     | Capricorn Resort Half Ironman       | Yeppoon              | 04:42:22 | hinter der Siegerin Lisa Marangon und der Zweitplatzierten Nicole Ward                                                 |
| 2009          | 1     | Canberra Half Ironman Triathlon     | Canberra             | 04:31:12 | [ 5 ] |
| 2. Nov. 2008  | 6     | Noosa Triathlon                     | Noosa                |          | in ihrer Klasse (25–29 Jahre)                                                                                          |
| 4. Nov. 2007  | 5     | Noosa Triathlon                     | Noosa                |          | in ihrer Klasse (25–29 Jahre; 1,5 km Schwimmen, 40 km Radfahren und 10 km Laufen)                                      |

| Datum/Jahr    | Platz | Wettbewerb                                           | Austragungsort | Zeit       | Bemerkung |
| ------------- | ----- | ---------------------------------------------------- | -------------- | ---------- | --- |
| 15. Aug. 2021 | 1     | Embrunman                                            | Embrun         | 11:06:23   | Siegerin auf der Langdistanz |
| 27. Juni 2021 | 1     | Ironman Coeur d’Alene                                | Idaho          | 08:54:51   | Sieg in Idaho mit Streckenrekord |
| 24. Nov. 2019 | 1     | Ironman Mexico                                       | Cozumel        | 08:38:41   | Streckenrekord und persönliche Ironman-Bestzeit                                                                                       |
| 30. Juni 2019 | 1     | Ironman France                                       | Nizza          | 08:05:20   | Radfahren verkürzt wegen der hohen Temperaturen auf 152 km und das Laufen auf 30 km                                                   |
| 18. Nov. 2018 | 2     | Ironman Arizona                                      | Tempe          | 08:44:13   | |
| 15. Aug. 2018 | 1     | Embrunman                                            | Embrun         | 10:51:42,2 | auf der Langdistanz |
| 3. Dez. 2017  | 2     | Ironman Western Australia                            | Busselton      | 07:59:08   | verkürzter Kurs als Duathlon |
| 15. Aug. 2017 | 2     | Embrunman                                            | Embrun         |            | |
| Okt. 2017     | 7     | Ironman Hawaii                                       | Hawaii         | 09:19:49   | |
| 23. Juli 2017 | 1     | Ironman France                                       | Nizza          | 09:27:53   | |
| 4. März 2017  | DNF   | Ironman New Zealand                                  | Taupō          | –          | |
| 15. Aug. 2016 | 1     | Embrunman                                            | Embrun         | 10:46:26   | |
| 17. Juli 2016 | 2     | Challenge Roth                                       | Roth           | 08:42:13   | |
| 5. März 2016  | 3     | Ironman New Zealand                                  | Taupō          | 09:07:19   | |
| 27. Sep. 2015 | 1     | Ironman Chattanooga                                  | Chattanooga    | 08:56:00   | |
| 12. Juli 2015 | 2     | Challenge Roth                                       | Roth           | 08:53:09   | Zweite hinter der Niederländerin Yvonne van Vlerken                                                                                   |
| 16. Nov. 2014 | 10    | Ironman Arizona                                      | Tempe          | 09:40:19   | |
| 24. Aug. 2014 | 1     | Challenge Penticton                                  | Penticton      | 09:27:24   | |
| 30. März 2014 | 3     | Ironman Los Cabos                                    | Los Cabos      | 09:26:35   | |
| 25. Aug. 2013 | 1     | Challenge Penticton                                  | Penticton      | 09:27:26   | |
| 28. Juli 2013 | 3     | Ironman USA                                          | Lake Placid    | 09:47:59   | |
| 9. Sep. 2012  | 1     | Revolution3 Cedar Point                              | Cedar Point    | 09:16:14   | |
| 3. Juni 2012  | 1     | Ironman Cairns                                       | Cairns         | 09:21:00   | Siegerin bei der Erstaustragung |
| 22. Apr. 2012 | 2     | Samui Triathlon                                      | Ko Samui       |            | Zweite bei der Erstaustragung auf der Langdistanz (4 km Schwimmen, 122 km Radfahren und 30 km Laufen)                                 |
| 4. Dez. 2011  | 3     | Ironman Western Australia                            | Busselton      | 09:32:44   | |
| 5. Juni 2011  | 3     | Challenge Cairns                                     | Cairns         | 09:34:56   | [ 10 ] |
| 28. März 2010 | 1     | Ironman Australia                                    | Haikou         | 09:23:46   | Sieg beim ersten Start auf der Ironman-Distanz mit etwa zehn Minuten Vorsprung auf die Zweitplatzierte Rebekah Keat                   |
| 13. März 2010 | 5     | Abu Dhabi International Triathlon                    | Abu Dhabi      | 07:23:04   | 3 km Schwimmen, 200 km Radfahren und 20 km Laufen                                                                                     |
| 21. Feb. 2010 | 1     | Australian Long Course Championships                 | Huskisson      | 04:01:55   | Australische Meisterin auf der Langdistanz (2 km Schwimmen, 83 km Radfahren und 20 km Laufen) – neben Craig Alexander bei den Männern |
| 25. Okt. 2009 | 1     | ITU Long Distance Triathlon World Championship 25–29 | Perth          | 04:23:25   | Sieg und damit Weltmeisterin in ihrer Klasse (25–29 Jahre)                                                                            |
| 22. Feb. 2009 | 4     | Australian Long Course Championships 25–29           | Huskisson      | 04:24:06   | in ihrer Klasse (25–29 Jahre) über 2 km Schwimmen, 83 km Radfahren und 20 km Laufen                                                   |

(DNF – Did Not Finish)